# إيفان نوفيكوف
إيفان نوفيكوف (بالروسية: Иван Иванович Новиков)‏  (و. 1916 – 2014 م) هو فيزيائي من الإمبراطورية الروسية . وكان عضواً في الأكاديمية الروسية للعلوم .
توفي عن عمر يناهز 98 عاماً.

## التعليم
تعلم في جامعة موسكو الحكومية

## جوائز
حصل على جوائز منها:
- جائزة الاتحاد السوفييتي الحكومية
- وسام الراية الحمراء من حزب العمال
- وسام لينين
- وسام شارة الشرف.